# اوپل مانتا
اوپل مانتا (Opel Manta) خودرویی است که در سال‌های ۱۹۷۰ تا ۱۹۸۸تولید شده‌است.
این خودرو در کلاس کوپه قرار گرفته، است.

## نگارخانه

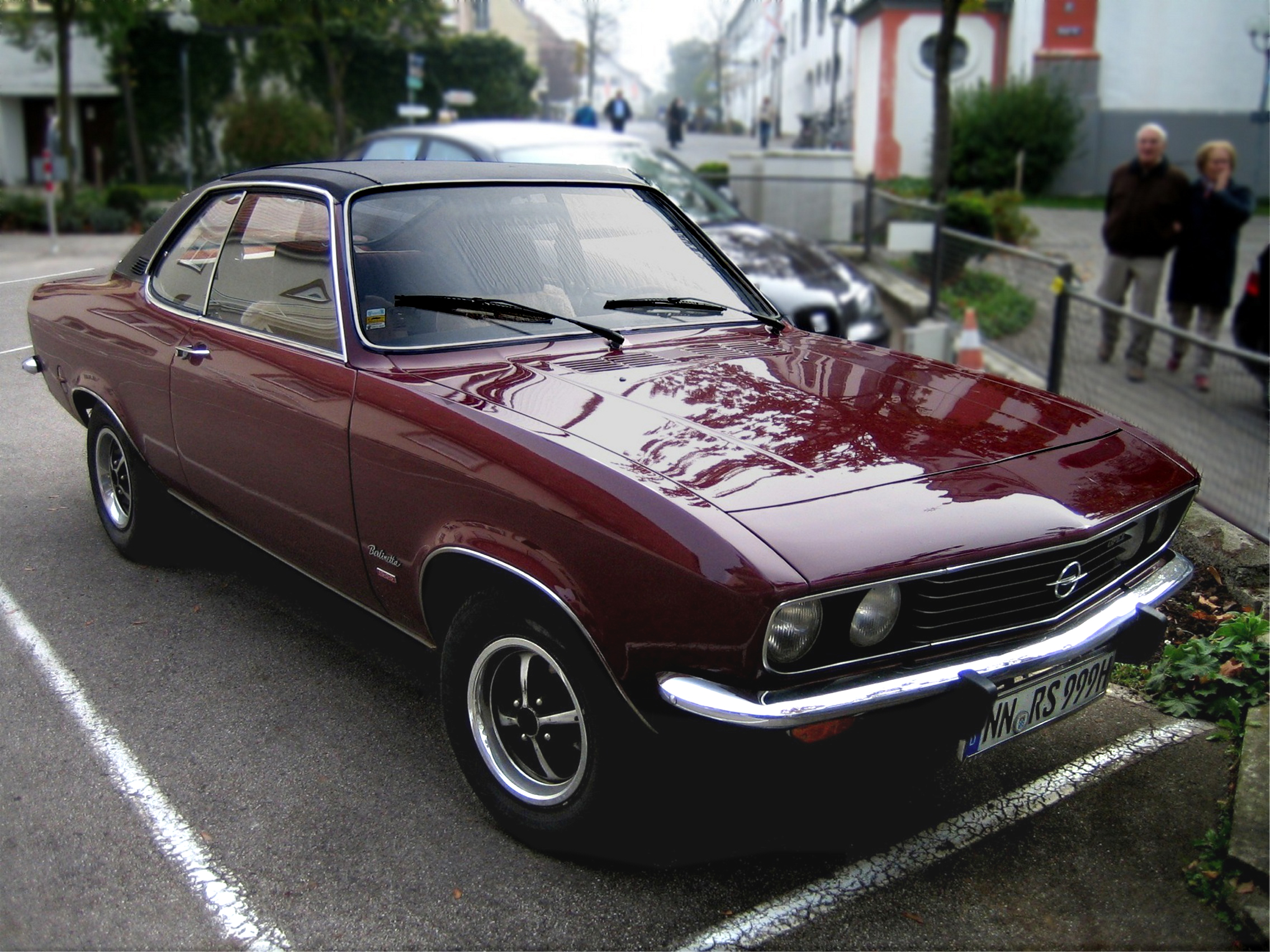
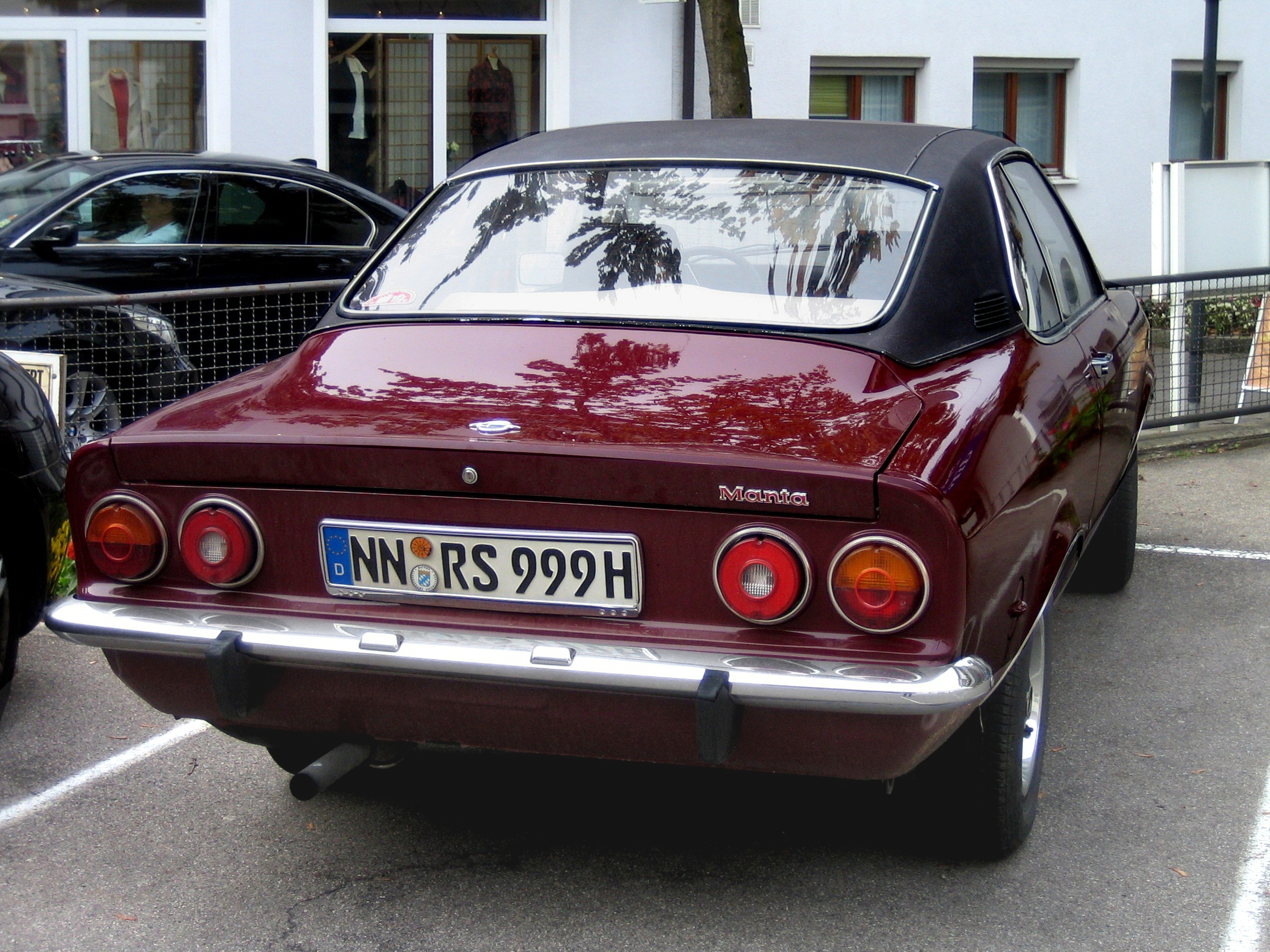
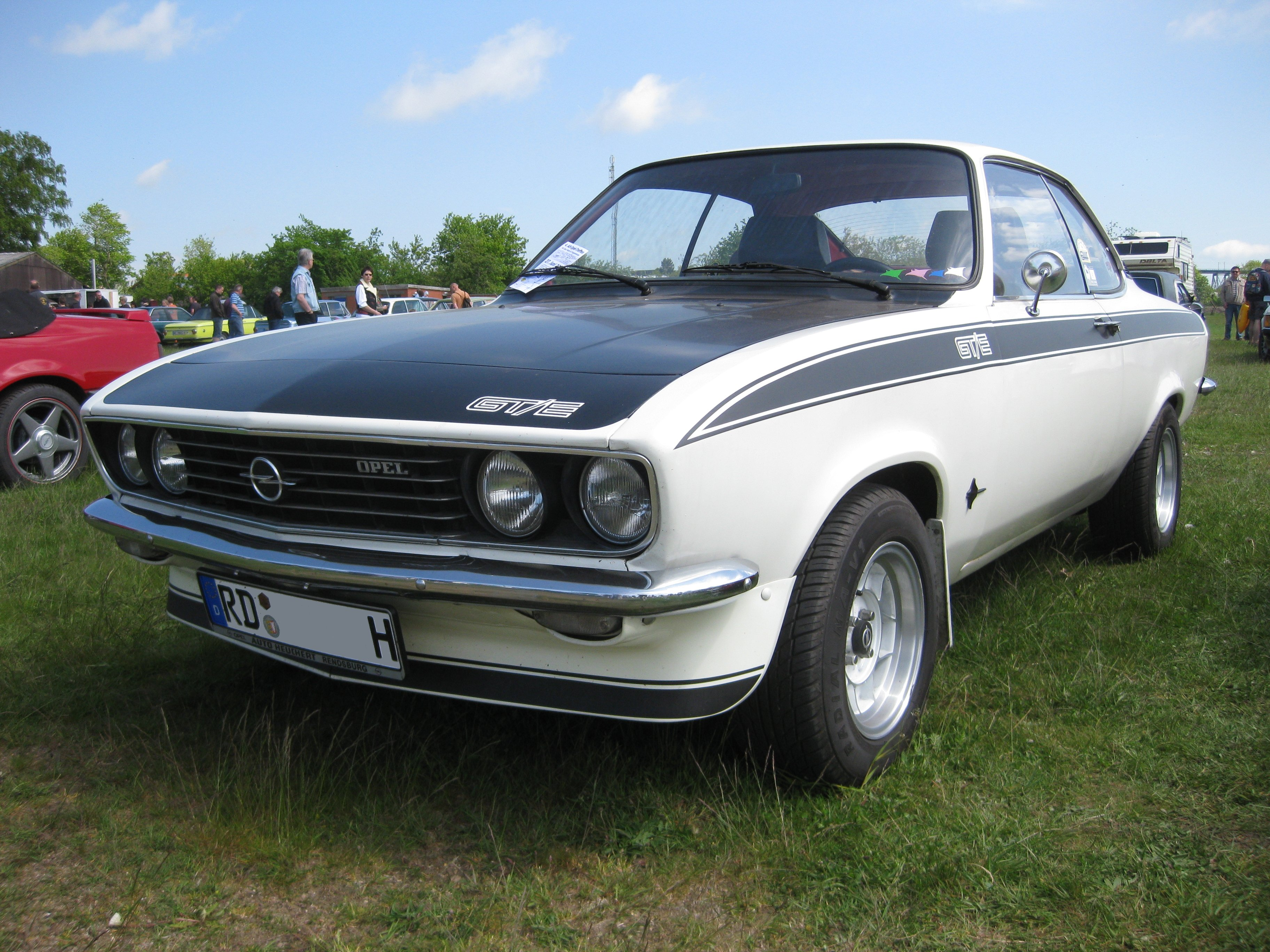
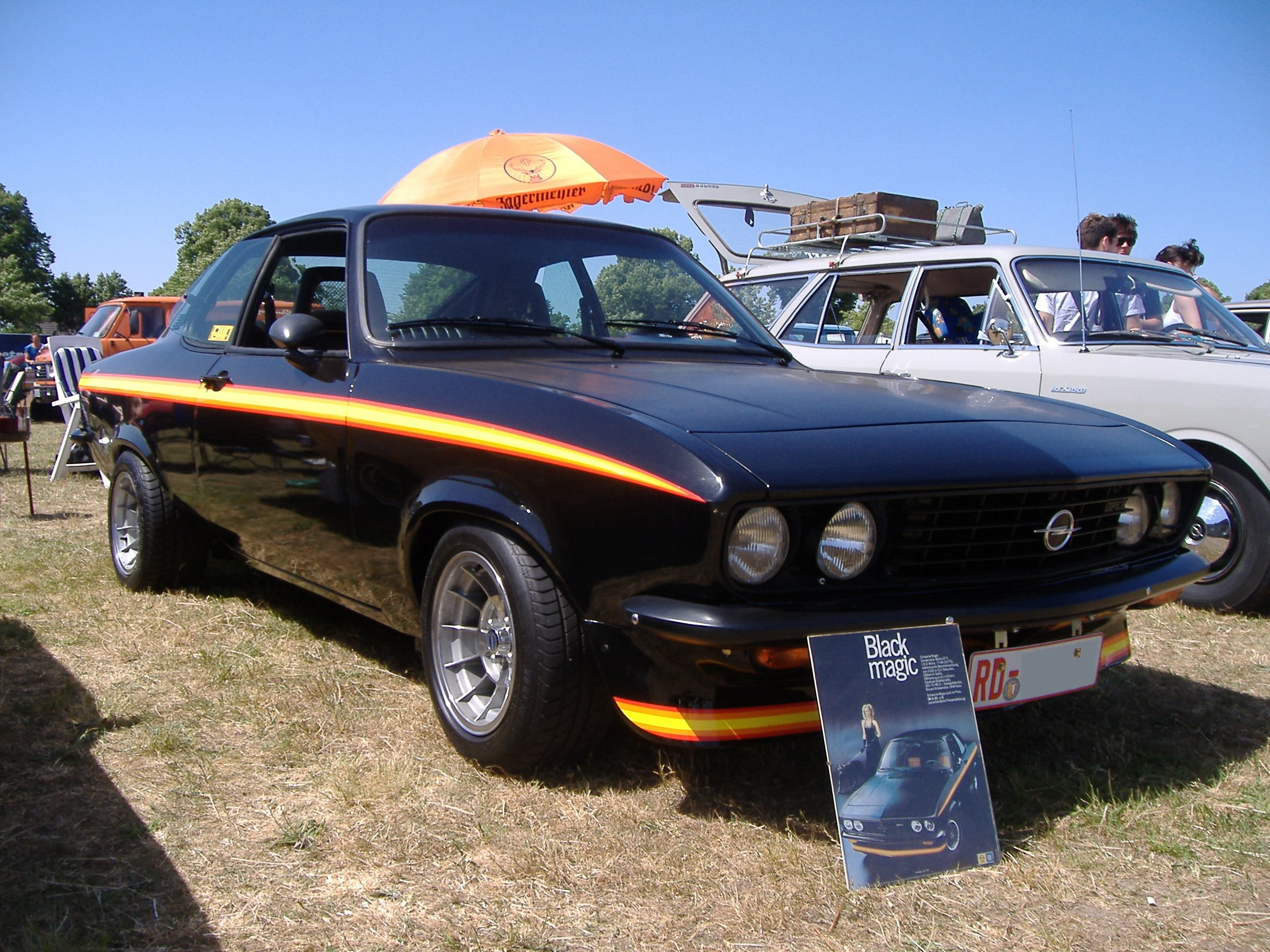
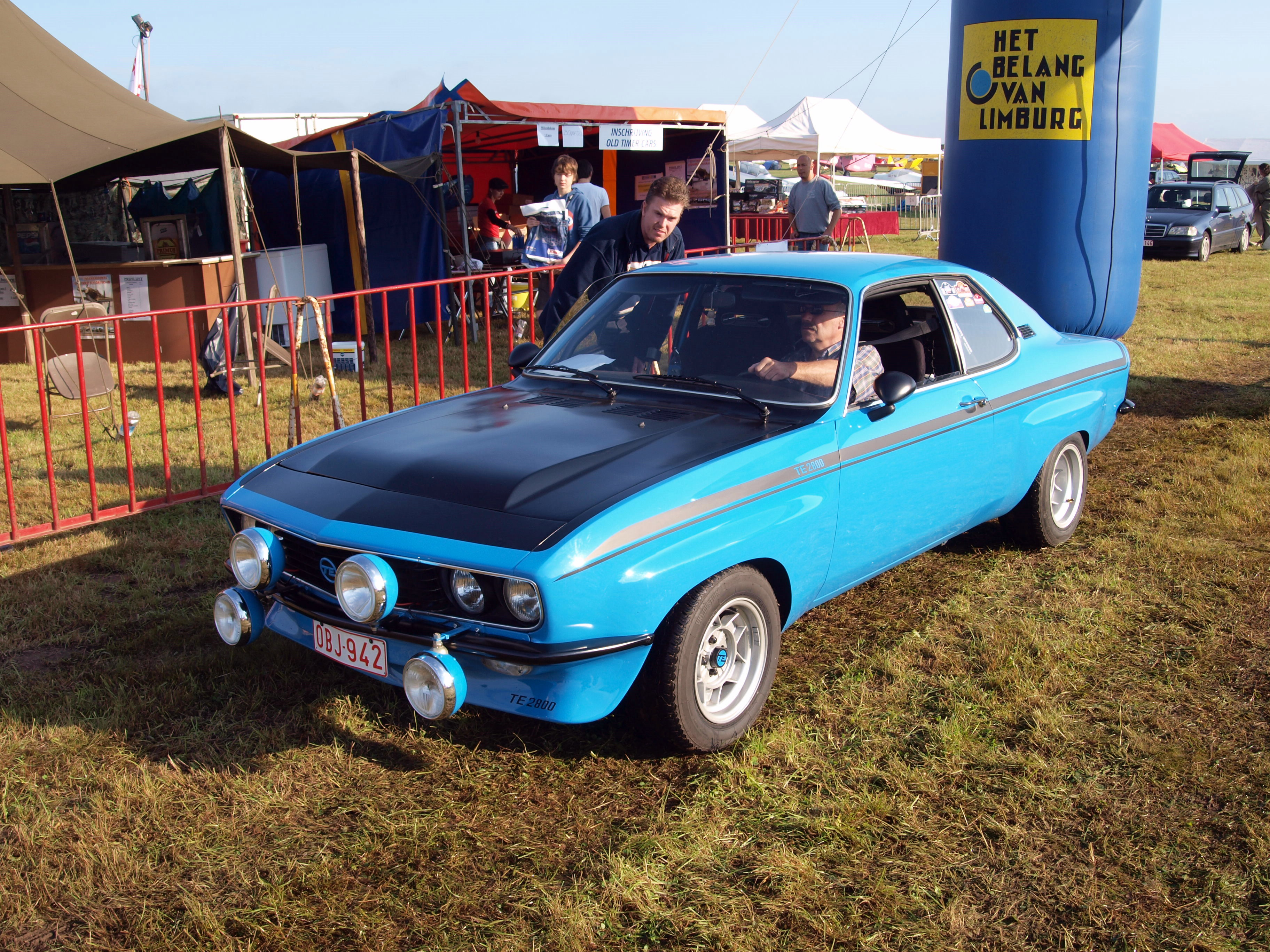